# たきのえいじ
たきの えいじ（本名：滝野 英治（読み同じ）、1949年8月31日 - ）は、日本の作詞家・作曲家である。愛媛県大洲市出身。日本音楽著作権協会（JASRAC）理事、日本作詩家協会（JLA）理事。

## 来歴・人物
- 劇団・早稲田小劇場の研究生を経て、訳詞を始めた[4]。1974年7月、あきら（フィンガー5）のソロシングル「つばさがあれば」で作詞・作曲家としてデビュー[4]。
- 2025年1月現在、JASRAC作品データベース（J-WID）に登録されている楽曲数は1,458曲である（たきのえいじ名義：1,359曲、滝野英治名義：6曲、緑一二三名義：61曲、伊川伝名義：32曲）。

## 主な楽曲

### 作詞のみ

#### あ行
- 青戸健
  - 酒ごよみ（2010年1月）
- 秋岡秀治
  - つゆくさの宿（2013年1月）
  - 隼 -はやぶさ-（2013年1月）
  - 酒とふたりづれ（2013年8月）
  - 男の坂道（2013年8月）
- 秋庭豊とアローナイツ
  - あきらめてララバイ（1997年）
- 秋山涼子
  - 夢追い橋（2009年8月）
  - おんな洞爺湖ひとり旅（2010年8月）
  - 居酒屋しぐれ（2011年9月）
- あきら
  - 恋のハートビート（1974年7月）
- 麻丘めぐみ
  - やさしくしないで（1991年9月）
- 梓夕子
  - おんなの長良川（2010年1月）
- 麻生詩織
  - 紅葉前線（1993年10月）
  - 夜明けのトンボ（1993年10月）
  - 忍冬（1994年6月）
  - みちのく本線（1995年3月）
  - シナリオ（1996年5月）
  - おもいでジェラシー（1997年9月）
- 石川さゆり
  - 恋路（1997年3月）
- 石原詢子
  - 雨の居酒屋（1992年2月）
  - 桟橋（1996年10月）
  - 手鏡（1997年6月）
  - 花歴（1998年4月）
  - 浜唄（2001年2月）
  - なごり雨（2008年3月）
  - 化粧なおし（2016年3月）
- 泉ちどり
  - おんなの終着駅（2009年2月）
- 一条聖矢
  - 聞き分け上手（2005年2月）
  - ゆりかご（2007年1月）
- 今田裕子・TOMO
  - OH! ハッピネス（1981年）
- 岩出和也
  - なごり酒（2003年6月）
- 内山田洋とクール・ファイブ
  - 新潟の女（ひと）（1982年5月）
- 大川栄策
  - 出で湯橋（1994年4月）
  - なごり酒（1998年1月）
  - 風の宿（1999年9月）
  - 泪橋（1999年9月）
  - 男春秋（2001年11月）
  - 漁火酒場
- 大黒裕貴
  - 瀬戸歌（2007年8月）
  - 秋物語（2007年8月）
- 岡ゆう子
  - せせらぎの宿（2006年6月）
- 小田茜
  - 南の国から来た手紙（1993年2月）

#### か行
- かずみ
  - 路地裏なさけ（2012年6月）
- かとうれい子
  - こころ（2008年11月）
  - 東京夜曲（2009年11月）
  - 風鈴（2011年9月）
  - 花いかだ（2013年8月）
- 角川博
  - なごり川（2006年9月）
- 金田たつえ・財津一郎
  - 夢追い坂（1994年3月）
- 加門亮
  - 東京夜霧（1990年10月）
- 香山みどり
  - 酒なさけ（2005年7月）
  - 母娘舟（2006年6月）
- 川中美幸
  - 月夜だね（1989年7月）
- 北川大介
  - 男と女（2016年6月）
- 北原ミレイ
  - 女友達（2006年5月）
  - ショパンの雨音（2009年11月）
- キャンディーズ
  - めぐり逢えて（1976年7月）
  - 行きずりの二人（1976年7月）
- 小泉今日子
  - 夏もよう（1982年8月）
  - 常夏娘（1985年4月）[注釈 1]
- 香西かおり
  - 母から母へ（1998年3月）
  - せめて乾杯（1998年3月）
  - 秋田ポンポン節（2007年8月）
  - 酒の河（2013年6月）
- 香西かおり・伍代夏子・坂本冬美・長山洋子・藤あや子
  - 心の糸（1995年4月）
- 伍代夏子
  - 忍ぶ雨（1990年5月）
  - 浮雲（1990年5月）
  - 恋挽歌（1991年4月）
  - 夢しぐれ（1991年4月）
  - 北の舟歌（1995年10月）
  - 満月（2000年9月）
  - 九十九坂（2001年4月）
  - 寒つばめ（2001年4月）
  - 舟（2007年3月）
  - えにし坂（2007年3月）
  - 女のワルツ
  - 浮世つづり
  - 五百川
  - 旅一夜
  - 津軽半島
  - 恋縁歌
  - 漁火情話おんな坂
  - ガス燈
- 小林旭
  - 酒挽歌（2002年5月）
- 小林幸子
  - 冬化粧（1991年8月）
  - おんなの酒場（2011年6月）
- 小柳ルミ子
  - だから京都（1998年10月）

#### さ行
- 西城秀樹
  - 愛のバラード（1978年12月）
  - バリエーション（1978年12月）
- 嵯峨野れい
  - 九月の雨（1992年12月）
  - 愛は風車（1992年12月）
- 坂本冬美
  - 紀ノ川（2008年3月）
- 里見浩太朗
  - 夢がたり（1991年10月）
- 清水綾子
  - 13月の雨～せめて雨が止むまで～（1994年11月）
- 城之内早苗
  - 雪ふりやまず（1990年1月）
  - くちびる（1992年5月）
  - ロマンティックに乾杯（1992年5月）
- 翠明
  - 追分あかね雲（2006年11月）[注釈 1]
- 杉田二郎
  - ふぞろいの人生（1994年1月）
  - もっともっと（1996年3月）
  - ふりむけば愛（1996年11月）
  - 涙の河（1996年11月）
- スクール・ファイブ
  - さんまのブルース（1983年）
  - おとうさんのブルース（1983年）
- 瀬川瑛子
  - とんぼり（1991年2月）
  - 人生つづら坂（1992年9月）
  - 夢仕度（1993年7月）
  - おしどり春秋（2002年8月）

#### た行
- 高山厳
  - 眠らせて（1994年8月）
  - 心の扉（1995年7月）
  - 愛ひとすじに（2000年3月）
  - ふりむけば秋（2002年8月）
  - 夢のつれづれ（2003年7月）
- 田川寿美
  - 華観月（1996年11月）
  - 北海岸（1999年1月）
  - 夢航路
  - 海峡挽歌
- 多岐川舞子
  - 津軽絶唱（2006年10月）
  - 秋冬カモメ（2007年3月）
- 千葉一夫
  - みれん舟（2010年5月）
- 鶴岡雅義と東京ロマンチカ
  - 冬のめぐり逢い（1979年1月）
- 鶴久政治
  - ないないBaby（1995年11月）
  - 横浜ルージュ（1995年11月）
- DOGGY BAG
  - 新・自動車ショー歌（2003年1月）
- 殿さまキングス
  - 情熱のルンバ（1986年

#### な行
- 内藤ひろ子
  - 面影海峡（2013年1月）
- 中澤ゆうこ
  - 音無橋（1998年8月）
- 中村晴美
  - あなたしか見えない（1986年5月）[注釈 1]
  - もう…地中海（1986年5月）[注釈 1]
- 西方裕之
  - 赤とんぼ（1996年11月）
  - 瀬戸内しぐれ（2012年6月）
  - ふるさと日和（2013年1月）
- 西崎緑
  - 如月（2013年7月）
- 西村亜希子
  - 波止場雨情（2010年8月）

#### は行
- 走裕介
  - 夢航路（2014年1月）
- 服部浩子
  - はまゆう哀花（2009年6月）
  - 夢追い草紙（2010年3月）
  - 明日花～あしたばな～（2012年3月）
- 浜圭介・石原詢子
  - 三人の女（1999年11月）
- 原田悠里
  - 春しぐれ（1994年2月）
  - 天草の女（2007年1月）
- 氷川きよし
  - なごりの波止場
  - 惚れて一生
- 日高正人
  - やじろべえ（2006年5月）
  - 下北沢（しもきた挽歌（2010年9月）
  - 母…～歳月の河を越えて～（2010年9月）
  - 人生山河（2013年7月）
- 藤井健
  - 翔べ大馬神（1981年)
- 藤森美伃
  - 養老渓谷（2011年8月）
  - いすみ鉄道 旅めぐり（2011年8月）
- 舟木一夫
  - 泣かないで（1993年5月）
  - 北の道しるべ（1993年5月）
  - 白樺の街（1993年10月、『舟木一夫全曲集 泣かないで』）
  - 東京交叉点（1993年10月、『舟木一夫全曲集 泣かないで』）
- 堀内孝雄
  - 夢の道草（1994年3月）
  - 東京発（1995年4月）
  - 愛が見えますか（1997年2月）
  - 河（2003年3月）
  - 面影橋（2011年4月）

#### ま行
- 真木ことみ
  - 橋（1993年3月）
  - まこと酒（2000年4月）
  - きずな坂（2000年4月）
  - 母の暦（2009年3月）
  - 白無垢（2009年3月）
  - 紅つばき（2010年3月）
  - しあわせ回り道（2010年3月）
  - 酒の舟（2010年11月）
  - 相縁坂（2010年11月）
- 真木柚布子
  - 夢追い舟歌（2010年6月）
  - あかね空（2011年2月）
- 真咲よう子・秋岡秀治
  - 酒ふたり（2009年11月）
  - 酒契り（2011年7月）
  - 酒人情（2012年9月）
- 松平健
  - ぬくもり（1997年4月）
- マルシア
  - ふりむけばヨコハマ（1989年1月）
- 三笠優子
  - 玄海おんな節（2006年5月）
- みずき舞
  - 夢うらら（2005年2月）
- 水沢明美
  - 母恋だより（2005年4月）
  - 夢追情話（2005年11月）
- 水森かおり
  - 早鞆の瀬戸（2017年5月）
  - 瀬戸内小豆島（2020年2月）
- 宮路オサム
  - 酒無情（2004年10月）
  - かすみ草（2005年10月）

#### や行
- 八代亜紀
  - 役者（2008年2月）
- 山川豊
  - 函館本線（1987年3月）
  - 港のブルース（2003年1月）
- 湯原昌幸
  - 冬桜（2003年10月）
  - 都忘れ（2006年1月）
  - 道（2007年10月）
  - 人生半分（2008年12月）
  - 夢なかば（2008年12月）
  - 蝉しぐれ（2009年8月）

#### ら行
- レイジー
  - Good-by My Baby（1979年9月）
  - Rock'n Roll Party（1979年9月）
- 六本木ヒロシ
  - 男道（2011年3月）

#### わ行
- 若山かずさ
  - 二人三脚渡し舟（2001年6月）

### 作曲のみ

#### あ行
- 麻丘めぐみ
  - ハーバー・サンセット（1976年11月）
  - モトマチあたり（1976年11月）
- 麻生真美子&キャプテン
  - 孔雀舞姫（1985年7月）[注釈 2]

#### か行
- 角川博
  - 許して下さい（1977年1月）
  - 大阪ものがたり（1979年2月）
- かなりや
  - 愛しき人よ（1996年12月）
  - 雨の恋歌（1996年12月）
  - 日本海…ひとり旅（1999年4月）
  - しばらくぶりの（1999年4月）
- 小泉今日子
  - 私の16才（1982年3月）
  - 年頃（1982年8月）
  - 詩色の季節の中（1982年12月）
  - 春風の誘惑（1983年2月）[注釈 2]

#### さ行
- 酒井法子
  - ワガママ・シンドローム（1987年2月）[注釈 2]
- 坂田おさむ・神崎ゆう子
  - まゆげのうた（1988年11月）
- 佐藤弘枝
  - セピア色の夏（1985年1月）[注釈 2]
- 志賀真理子
  - 夢の中の輪舞（ロンド）（1985年4月）[注釈 2]
  - オルゴールを止めないで（1985年4月）[注釈 2]
- 下成佐登子
  - 赤い帽子（1984年12月）

#### は行
- 藤千春
  - 太田川（2012年11月）

#### ま行
- 三好鉄生
  - おこるよ!（1983年）
- 森まどか
  - ねえ・ねえ・ねえ（1979年4月）

### 作詞・作曲

#### あ行
- あきら
  - つばさがあれば（1974年7月）
  - 君は僕の悩み（1974年7月）
- いとう福光
  - 兄弟酒場（2014年1月）[注釈 3]
  - 夢つばき（2014年1月）[注釈 3]
- 内山田洋とクール・ファイブ
  - 女・こぬか雨（1981年8月）

#### か行
- かとうれい子
  - 通しゃんせ（2009年1月）
  - 防犯のうた（2009年3月）[注釈 3]
  - 純情（2011年9月）
  - 絵はがき（2013年8月）
  - ありふれた一日（2015年1月）
- 川村愛
  - LOVE…見つめてください（1985年11月）[注釈 1]
- 北川かつみ
  - 四谷・3丁目（2010年11月）
  - 鎌倉シネマ（2010年11月）
  - さくら さくら…（2012年2月）
  - 一年川（2012年2月）
- 京香
  - 道頓堀えれじい（2013年9月）
- 小泉今日子
  - フルール（1982年8月）
- 幸田薫
  - 想い出はたそがれ色
- 伍代夏子
  - 走馬灯[注釈 2]
  - 霞草[注釈 2]
  - かりそめ[注釈 2]
- 小林幸子
  - とまり木（1981年1月）

#### さ行
- 坂本幸子
  - 越後哀歌（2014年1月）[注釈 3]
  - 幸子の島唄（2014年1月）[注釈 3]
- 里美
  - 月のしずく（2012年9月）
  - ロマンチスト（2012年9月）

#### た行
- たくみ稜
  - も一度ららばい（2011年11月）
  - オカンの唄（2013年5月）[注釈 3]
- 竹内誠
  - おまえとふたり坂（2014年3月）[注釈 3]
- テン・リー
  - ついて行きたい（1987年）

#### は行
- 博多屋・本店
  - 博多川恋歌（2012年4月）
  - 夢ぼたん
  - 人生渡し舟（2012年12月）
  - 雨のれん（2012年12月）
- 藤千春
  - 酒女房（2012年11月）
- 藤井孝子
  - くちびる哀歌（1997年4月）[注釈 2]
- 藤井ゆみこ
  - 黄昏海峡（2012年8月）
  - 鬼怒川情話（2012年8月）
  - 栃木節（2014年2月）[注釈 3]
  - 人生きずな（2014年2月）[注釈 3]
- BaBe
  - いじわる天気

#### ま行
- 前川清
  - 覚えていますか（1986年）
- 正木奈々子
  - 高山本線旅めぐり（2014年4月）[注釈 3]
  - 花が咲いた（2014年4月）[注釈 3]
- ママとあそぼう!ピンポンパン
  - あの字
- 三沢あけみ
  - 恋しくて

#### や行
- 山科屋
  - 京都つづら坂（2012年9月）
  - 三百六十五夜（2012年9月）
- YOKOHAMA屋
  - 女達のバラード（2012年10月）
  - 横浜行進曲（2012年10月）
- 吉川由美
  - 夢・旅人（1986年）
  - ロマンよ風になれ（1988年）
  - 風の歌が聞こえますか（1988年）

### その他
- あきら
  - 窓辺のデート（1974年7月）（訳詞）
- かとうれい子
  - 100年後僕らは…大洲より（2015年1月）（補作詞・作曲）

## 著書
- 歌の河 - 二十五年目の作詞ノート（ブックランド、2000年、ISBN 4944101007）